# تيراث داس دوغرا
تيراث داس دوغرا (بالهندية: तीरथ दास डोगरा) من مواليد 18 يوليو 1947، هو طبيب شرعي هندي، ومستشار سابق ونائب رئيس جامعة شري جورو جوبيند سينغ (SGT) بين عامي 2013 و2017. وهو مدير سابق لمعهد عموم الهند للعلوم الطبية (AIIMS) في نيودلهي وسلطة في الطب الشرعي. كان دوغرا عضوًا في المجلس الطبي في الهند من ديسمبر 2013 حتى حله في سبتمبر 2018. شغل دوغرا منصب رئيس منظمة ميديكوز الوطنية في ولاية دلهي منذ عام 2012 حتى عام 2017. كان دوغرا عضوًا في لجنة معادلة TEQ ولجنة الشؤون الإدارية والتظلمات في المجلس الطبي الهندي. وعضوًا في اللجنة الاستشارية لبرنامج MOOC التابع للجنة المنح الجامعية في الهند. وكان دوغرا أيضًا أستاذًا فخريًا لعلوم الطب الشرعي، وأستاذًا في علم الإنسان والفلسفة التربوية في مركز ضمان الجودة الداخلية (IQAC) في جامعة شري جورو جوبيند سينغ حتى يناير 2022، وهو أيضًا عضو في مجلس إعادة التأهيل الهندي.
شغل دوغرا عددًا من المناصب خلال فترة عمله في معهد عموم الهند للعلوم الطبية (AIIMS)، بما في ذلك عميد، ونائب مدير، ورئيس مجلس إدارة مستشفيات معهد عموم الهند للعلوم الطبية. انضم إلى معهد عموم الهند للعلوم الطبية كمقيم في عام 1971، وأصبح عضوًا في هيئة التدريس في عام 1977. بعد تقاعد جاغديش شاندرا في 30 يونيو 1987، ترأس دوغرا قسم الطب الشرعي وعلم السموم في المعهد حتى تقاعده في 31 يوليو 2012. ورُشّح لعضوية مجلس إعادة التأهيل في الهند.

## النشأة
والداه بريم ناث دوغرا وجيانو ديفي دوجرا في بادي براهمانا، بالقرب من جامو وكشمير، الهند البريطانية، على بعد 20 كيلومترًا من نهر باسانتار (الحدود الحالية مع باكستان). بعد تقسيم الهند عام 1947 انتقل والده إلى بيكانر عام 1959. استقر هناك بشكل دائم في عام 1961. أكمل دوغرا دراسته في مدرسة بادريداس فيدافاتجي كا الإعدادية، ومدرسة بيكانير الثانوية منذ عام 1959 حتى 1963. بعد عام في كلية كلية دنجر بيكانير، حصل على شهادة في الطب من كلية ساردر باتل الطبية، بيكانير.

## حياته المهنية
حصل دوغرا على أول درجة دكتوراه في الطب الشرعي من معهد عموم الهند للعلوم الطبية AIIMS في عام 1976. كانت مجالات اهتمامه هي تحديد سمات الحمض النووي، وعلم الوراثة السكانية، والسمية البيئية للبقايا ومبيدات الآفات، وأخلاقيات علم الأحياء، والتيقظ الدوائي، والتعليم الطبي المستمر، ومنع الانتحار، والطب النفسي الشرعي (التنميط النفسي) وإعادة بناء مسرح الجريمة، والرسوم المتحركة الجنائية. وشارك في التحقيقات الطبية والقانونية لقضايا بارزة في جميع أنحاء الهند.
قدم دوغرا رأيه الطبي القانوني في القضايا المتعلقة بثلاثة رؤساء وزراء هم إنديرا غاندي، وشاران سينغ وراجيف غاندي. طُلب كشاهد طبي في محاكمة ماهيش شاندرا الابتدائية بتهمة اغتيال أنديرا غاندي أمام النيابة العامة. على الرغم من أن الدفاع طعن في شهادة دوغرا، لكن أيدت المحكمة العليا الأدلة. في قضية بيت باتلا، استخدم دوغرا الرسوم المتحركة لتقديم رأيه الخبير. ذهب دوغرا إلى سريلانكا كجزء من فريق حكومة الهند المكون من ثلاثة أعضاء للمساعدة في التحقيق في اغتيال المرشح الرئاسي غاميني ديساناياكي. وعمل مع سيد إ. حسنين، وشير علي، وأنوبوم راينا على تحليل الحمض النووي، ومع سانجيف لالواني وشيترانجان بيهيرا لمساعدته في الطب الشرعي. بعد تقاعده من معهد عموم الهند للعلوم الطبية، أصبح دوغرا المدير العام لمجموعة مؤسسات شري جورو جوبيند سينغ (SGT ) ونائب رئيس الجامعة عندما أصبحت جامعة في 15 مارس 2013.

## الجوائز
منحت جمعية علم السموم الهندية دوغرا جائزة العالم المتميز للإنجاز مدى الحياة في علم السموم، وحصل على جائزة الخدمة المتميزة من جمعية طب الشيخوخة في الهند. ألقى الأستاذ ج. مهدي خطبة في المؤتمر الوطني السنوي السابع والعشرين للأكاديمية الهندية للطب الشرعي في كلية شمال البنغال الطبية في سيليجوري، غرب البنغال في 17 فبراير 2006. أُعطي دوغرا جائزة البروفيسور جاغديش شاندرا في المؤتمر الوطني الثاني عشر المؤتمر الهندي للطب الشرعي وعلم السموم في 27 سبتمبر 2013 في كلية الطب الحكومية في هالدواني، أوتارانتشال. منح الكونغرس الهندي للطب الشرعي وعلم السموم «جائزة الإنجاز مدى الحياة» للبروفيسور دوغرا في 13 سبتمبر 2014.

## معهد عموم الهند للعلوم الطبية
خلال فترة خدمة دوغرا كمدير، استحوذ معهد عموم الهند للعلوم الطبية على 330 فدانًا (130 هكتارًا) من الأرض في مقاطعة جاجار في هاريانا، ونُفذت توصيات لجنة مويلي. وأُتيحت 160 فرصة عمل كأعضاء هيئة تدريسية و1200 وظيفة أخرى في هيئة التدريس، ووُضعت الخطط لمبنى أكاديمي جديد. وُقعت اتفاقية لإنشاء نفق يربط المعهد الأمريكي للعلوم الطبية الدولية ومركز علاج الرضوح. وُضعت الخطط لإنشاء مركز جراحي، ومركز للولادة، ومهاجع، وقسم للمرضى الخارجيين، ومركز للجراحة البولية. وأُعدّت خطة تطويرية جديدة مدمجة مع الخطة الرئيسية المعدة مسبقًا وبدأت العملية المعمارية لتنفيذها. وحصلوا على تصريح بعد انتظار طويل من وزارة الطيران المدني والتنمية الحضرية لبناء مبانٍ متعددة الطوابق لتسهيل التطوير المستقبلي لمعهد عموم الهند للعلوم الطبية فيما يتعلق بالمستشفيات والأكاديميين والبحث والسكن والنزل. خضع مانموهان سينغ لجراحة المجازة التاجية في المعهد، وخضعت براتيبها باتيل لجراحة الساد في كلتا العينين فيها. كان دوغرا مديرًا للمعهد خلال أكثر الأوقات اضطرابًا في تاريخه، وكان نشطًا في مسألة التبرع بالأعضاء، وتتبعها، وتأطير القواعد ومراجعتها وتنفيذ البرامج التدريبية في منظمة تخزين واسترداد الأعضاء التابعة للمعهد. بعد نجاح تشاندرا، طور دوغرا مختبرات لتحديد سمات الحمض النووي وعلم السموم. وسع القسم ليشمل عشرة أعضاء هيئة تدريس وعالمَين واثني عشر مقيمًا مبتدئًا واثني عشر مقيمًا متقدمًا.

## مختبر الحمض النووي
بدأ دوغرا منشأة الحمض النووي في قسم الطب الشرعي في معهد عموم الهند للعلوم الطبية، في فبراير 1991 مع تعيين أنوبوما راينا طالب دكتوراه وج. بومجان كطالب طب واللذان كان موضوع أطروحتهما متعلقة بتنميط الحمض النووي، وكان دوغرا مرشد رئيسي والدكتور س. حسنين من جامعة نيودلهي مرشد مساعد. كانت أول قضية جنائية يحلونها بواسطة الحمض النووي في دلهي في عام 1992. وقد أعطت النزاهة والعمل الجاد للدكتور أنوبوما راينا هذا المختبر موثوقية وشعبية لدى وكالات التحقيق.

## مختبر السموم الطبية
طور الدكتور دوغرا مختبر السموم الطبي في قسم الطب الشرعي وعلم السموم في عام 1987. وكان أول مختبر في كلية الطب؛ فقد كان يهدف إلى إجراء تحليل العينات للأغراض السريرية والطب الشرعي.